# 에스콰이어: 변호사를 꿈꾸는 변호사들
《에스콰이어: 변호사를 꿈꾸는 변호사들》은 2025년 8월 2일부터 방송 중인 JTBC 토일 드라마다.

## 기획 의도
정의롭고 당차지만 사회 생활에 서툰 법무법인 율림의 신입 변호사 효민이 왜인지 온 세상에 냉기를 뿜어대지만 실력만큼은 최고인 파트너 변호사 석훈을 통해 완전한 변호사로 성장해 나가는 오피스 성장 드라마

## 등장 인물

### 주요 인물
- 이진욱 : 윤석훈 역 - 율림 송무팀 파트너 변호사(팀장)
- 정채연 : 강효민 역 - 율림 송무팀 신입변호사
- 이학주 : 이진우 역 - 율림 송무팀 어쏘 변호사, 율림에서 없어서는 안 될 중간 실무자 역할.
- 전혜빈 : 허민정 역 - 율림 송무팀 어쏘 변호사

### 율림 소속 변호사들
- 김강민 : 지국현 역 - 율림 송무팀 신입변호사, 효민의 대학교 동기이자 로스쿨 동기.
- 이주연 : 최호연 역 - 율림 송무팀 신입변호사, 한 마디로 흙수저.
- 표재겸 : 오상철 역 - 율림 송무팀 신입변호사, 한 마디로 금수저.
- 김여진 : 권나연 역 - 석훈의 사수
- 김의성 : 고승철 역 - 율림 네임드(창립) 파트너, 태섭의 아버지.
- 박정표 : 고태섭 역 - 율림 파트너, 승철의 아들.
- 홍서준 : 김율성 역 - 율림 네임드(창립) 파트너/송무 부문장, 법무법인 '율림'의 창립 멤버.

### 강효민 관련 인물들
- 권아름 : 한설아 역 - 효민의 어릴 때 친구/룸메이트, 정의감이 넘치는 의사.
- 이승연 : 이지은 역 - 효민의 어릴 때 친구/룸메이트, 유명한 작사가.

### 그 외 인물
- 윤유선 : 최은희 역
- 조승연 : 강일찬 역
- 박형수 : 홍도윤 역
- 강상준 : 한성찬 역 - 효민의 남자친구.
- 권승우 : 최희철 역
- 한정현 : 서연수 역
- 이재우 : 정지웅 역
- 정새별
- 정은경 : 김영숙 역 - 가정부 (4화)
- 정이주 : 문정혜 역
- 미상 : 상대 변호사 역
- 전소영 - 서연화 역

### 특별 출연
- 이상엽 : 정원준 역

## 시청률
최저 시청률과 최고 시청률은 시청률 조사회사와 지역별로 시청률에 차이가 있을 수 있습니다.
| 2025년 | 2025년   | 2025년         | 2025년       | 2025년 |
| 회차   | 방송일   | 닐슨 시청률    | 닐슨 시청률  |        |
| 회차   | 방송일   | 대한민국(전국) | 수도권(서울) |        |
| ------ | -------- | -------------- | ------------ | ------ |
| 제1회  | 8월 2일  | 3.7%           | 4.0%         |        |
| 제2회  | 8월 3일  | 4.7%           | 5.2%         |        |
| 제3회  | 8월 9일  | 6.7%           | 7.2%         |        |
| 제4회  | 8월 9일  | 8.3%           | 9.0%         |        |
| 제5회  | 8월 16일 | 7.2%           | 7.5%         |        |
| 제6회  | 8월 17일 | 7.7%           | 8.0%         |        |
| 제7회  | 8월 23일 | %              | %            |        |
| 제8회  | 8월 24일 | %              | %            |        |
| 제9회  | 8월 30일 | %              | %            |        |
| 제10회 | 8월 31일 | %              | %            |        |
| 제11회 | 9월 6일  | %              | %            |        |
| 제12회 | 9월 7일  | %              | %            |        |

## 참고 사항
- 이번 작품의 제목인 '에스콰이어(ESQ.)'는 영미권에서 변호사를 뜻하는 칭호이다.
- 이 프로그램은 〈천국보다 아름다운〉에 이어 넷플릭스가 독점 스트리밍을 맡은 두 번째 JTBC 토일 드라마로, JTBC 홈페이지, 모바일 앱 JTBC NOW와 TVING에서 다시보기가 제공되지 않는다. 단 실시간 방송은 제공되며, TVING에서는 실시간 방송 중 유료 회원에게 제공되는 타임머신 기능을 이용할 수 있다.
- SBS 자회사인 스튜디오S는 처음으로 JTBC 드라마를 공동 제작하였다. 이번 작품의 연출을 맡은 김재홍 PD는 스튜디오S 소속이다.